# Telamonia elegans
Telamonia elegans är en spindelart som först beskrevs av Tord Tamerlan Teodor Thorell 1887.  Telamonia elegans ingår i släktet Telamonia och familjen hoppspindlar. Inga underarter finns listade i Catalogue of Life.